# Chris Tarry
Chris Tarry (Swift Current, Saskatchewan, 24 augustus 1970) is een Canadese jazzbassist en schrijver. Hij is bekend in Amerika door zijn werk met de jazzgroep Metalwood. Tarry woont in New York.

## Biografie
Sinds 1993 leidt Tarry zijn eigen band, The Chris Tarry Group, waarmee hij een reeks albums heeft opgenomen. Op zijn plaat Almost Certainly Dreaming (2007) speelden Pete McCann, Dan Weiss, Henry Hey en Kelly Jefferson mee en het album won in 2008 een Juno Award in de categorie Best contemporary jazz album of the year. In 2003 verhuisde hij naar New York, waar hij heeft samengewerkt met o.m. John Scofield, Wayne Krantz, George Benson en Paul Shaffer. Zijn plaat "Rest of the Story" (2011) werd genomineerd voor twee Juno-awards en won er één, in de categorie "Beste albumverpakking van het jaar".
Tarry is tevens een schrijver van fictie, zijn werk is verschenen in allerlei (literaire en andere) bladen, waaronder MAD Magazine, The Literary Review en Monkeybicycle. In 2012 werd zijn verhaal "Here Be Dragons" genomineerd voor een Pushcart Prize. Zijn eerste boek, "How To Carry Bigfoot Home" kwam uit in 2015.
In 2017 won Tarry een Peabody Award als mede-schepper van de podcast-serie The Unexplainable Disappearance of Mars Patel.

## Discografie

### Als leider
- "Rest of the Story (2011)
- "Almost Certainly Dreaming (2008)
- "Sorry to be Strange (2006)
- "Project 33 (2002)
- "Of Battles Unknown Mysteries (2001)
- "Sevyn (1996)
- "Unition (1995)
- "Groups Project (1994)
- "Landscapes (1993)

### Als 'sideman'
- 2009 Adam Klipple "Blackjack"
- 2009 Daniel Kelly "Emerge"
- 2006 Elisabeth Lohninger "The Only Way Out Is Up"
- 2005 Kingsborough Hymns Vol.1 "City Harmony and Musical Companion"
- 2005 Leah Siegel "Little Mule"
- 2004 Quixotic "Sneakin In"
- 2003 Metalwood "Chronic"
- 2003 Barry Romberg "Random Access"
- 2003 Three Sisters "Village"
- 2002 Peggy Lee Band "Songs From the Big House"
- 2002 Rose Ranger "Replies"
- 2001 Junction "Self Portrait"
- 2001 Metalwood "The Recline"
- 2000 Metalwood "3"
- 2000 Various "Jazz To The Max"
- 2000 Francois Houle "Au Coeur Du Litige"
- 2000 Various "Justin Time Vancouver Collection"
- 2000 Alma Libra "Precious"
- 2000 Karin Plato "Snowflake Season"
- 2000 John Riley "Teas Cozy Hat"
- 2000 Vancouver Latin All Stars "Holiday Salsa"
- 2000 Zubot & Dawson "Tractor Parts"
- 1999 The Cellar Club "Scored for Life"
- 1999 Peggy Lee Band "Peggy Lee Band"
- 1999 Metalwood "Live"
- 1999 Jahnke/Foster/Tarry "I got Jazz for Christmas"
- 1998 Darren Radke "Dexter"
- 1998 Dylan Van der Schyff/Chris Tarry "Sponge"